# 五十嵐悌三郎
五十嵐 悌三郎（いがらし ていざぶろう、明治26年（1893年）9月21日 - 昭和15年（1940年）5月1日）は、山形県西田川郡栄村（現・鶴岡市）出身の、作曲家、音楽教育者。

## 人物
代表的な作曲に、『山形県青年団歌』（土井晩翠作詞）がある。
京城で学校教諭を務める傍ら、李王家の雅楽研究に没頭した。
山形県師範学校での授業の始めには、毎回1曲の歌を歌っていた。

## 略歴
- 1893年9月21日、山形県西田川郡栄村播磨（現・鶴岡市）に生まれる。
- 1915年10月、山形県師範学校本科第一部（現・山形大学教育学部） 卒業。
  - 10月15日 - 1917年、小学校教諭などを務める。
- 1919年11月27日、文部省教員検定試験合格。
  - 11月27日、山形県師範学校の教諭となる。
  - この頃 『山形県青年団歌（土井晩翠作詞）』を作曲する。
- 1924年6月9日、京城に渡り、淑明女子高等学校教諭となる。
- 1925年5月、京城師範学校（現・ソウル大学校師範大学）勤務。
- 1931年4月、朝鮮総督府李王朝雅楽部勤務。
- 1932年4月、双葉児童音楽園を開園。
- 1937年、東京で作曲に専念する。
- 1937年、郷里の小学校で講習を行う。
- 1939年10月、筆禍、舌禍、があったとして、軍の留置場に入れられる。
  - 12月14日、同拘留所出所。
- 1940年5月1日、東京で死去。享年47

## その他
- 1964年、童謡と歌曲を50曲収めた遺曲集が発行される。

## 著作物
- 『洋楽の覊絆を脱せよ』 1938年 大日本国楽振興会創設事務所
- 『優秀国家君が代の楽的新研究』
- 『国家の原理』